# بی‌بی کوکب بختیار
بی‌بی کوکب بختیار (زاده ۱۲۷۱ منطقه بختیاری - درگذشته ۱۳۳۹ اصفهان) نویسنده اهل ایران بود، که دختر نصیرخان سردار جنگ، نوه امامقلی‌خان حاجی ایلخانی و همسر فتحعلی‌خان سردار معظم بود. وی از زنان فرهنگ دوست و دانش‌پرور تاریخ معاصر ایران است. او نخستین بانوی ایرانی است که با مسافرت به اروپا و بازدید از شهرها و کشورهای مختلف، خاطرات و وقایع سفر خود را به رشتهٔ تحریر درآورد.
این بانوی ادب دوست در سفرنامه خود نشان داده است که فریب مظاهر و ظواهر مغرب زمین را نخورده و در این سفرنامه، به هویت و فرهنگ ملی و مذهبی خود وفادار مانده و از آن دفاع کرده است. بی‌بی کوکب بختیار همچنین در طی انقلاب مشروطه و تاریخ معاصر ایران در قلعهٔ اختصاصی خود به نام قلعه دزک در چهارمحال و بختیاری، میزبان عده‌ای از رجال فرهنگی، ادبی و سیاسی روزگار خود بود، که از جمله می‌توان از محمد مصدق سیاستمدار تاریخ معاصر ایران نام برد. وی در ۷ اردیبهشت ۱۳۳۹ ه‍.ش درگذشت و مقبره خانوادگی‌شان در تکیه بختیاری‌ها در تخت فولاد مدفون شد.